# Héctor García (músico)
Héctor «Limón» García (Buenos Aires, Argentina, 19 de noviembre) es un cantante, músico y compositor de rock y tango argentino. Originario de Lomas de Zamora, comenzó su carrera artística a principios de los 90's con su banda de hard rock llamada Vía Varela. A mediados de 1996, reemplazó al cantante Rubén Sadrinas, al formar parte de la famosa agrupación de estilo fusión, Bersuit Vergarabat, con quienes graba Libertinaje en 1998; (en la que compuso solamente la canción «Gentes de mierdas»); y El baile interior  en 2014, como invitado. 
También colaboró con Los Visitantes en su disco de 1996 titulado Maderita. Además de componer e interpretar rock, García canta y compone tangos y milongas tradicionales, con su orquesta, llamada Orquesta Rascasuelos.